# محرك جنيف

صورة متحركة توضح جهاز جينيف ذو ستة أوضاع

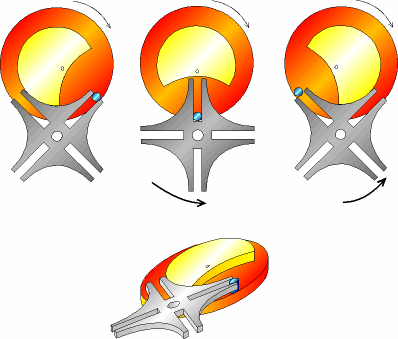

محرك جنيف أو دولاب جنيف (بالإنجليزية: Geneva drive)‏ ويطلق عليه أحيانًا الصليب المالطي، هي دائرة ميكانيكية آلية تقوم بنقل الحركة الدائرية المستمرة إلى حركة دوران متقطع. يستخدم فيها عجلة مثبت بها إبرة غليظة تتحرك داخل تجويف بترس آخر على شكل رباعي أو سداسي حسب نوعه.

## خلفية تاريخية
يرجع تسميه الجهاز بجينيف إلى نموذج لساعة مكانيكية قديمة كانت موجودة بجينيف، سويسرا والتي كانت تشهد تطورًا في صناعة الساعات. جهاز جينيف يعرف أيضا بالصليب المالطي الميكانيكي بسبب التشابه البصري معه (حيث أن الصليب المالطي يعتبر صغير الحجم) وهو ما يتكون في محرك جينيف الذي يتكون من عجلة صغيرة ذات أربعة أطراف غير قادرة على تحمل الضغوط الميكانيكية الكبيرة، ولذلك تستخدم كثيرًا في صناعة الساعات.

## الاستخدام
تستخدم بكثرة في السينما حيث يجب غطاء حركة الصورة مع العارض، كما تستخدم أيضا في الساعات وتستخدم أيضا في العدادات الميكانيكية وعدادات المسافات المقطوعة كالسيارات، عدادات المياه والغاز وغيرها.

## روابط خارجية
- The Geneva wheel (tutorial)، Cornell، مؤرشف من الأصل في 2016-03-14.
- The Geneva stop، UNL، مؤرشف من الأصل في 2008-07-13.
- External Geneva drive (animation)، Brock eng، مؤرشف من الأصل في 2019-06-05.
- U.S. Patent 6٬183٬087 – Quickermittent. Modified starwheel for fast pulldown.
- "LEGO Geneva Mechanism"، Brick engineer (animation and instructions for building)، 7 أكتوبر 2007